# Manifest des freien Urchristenthums an das deutsche Volk

Titelseite des Manifests des freien Urchristenthums (nach Mai 1848)

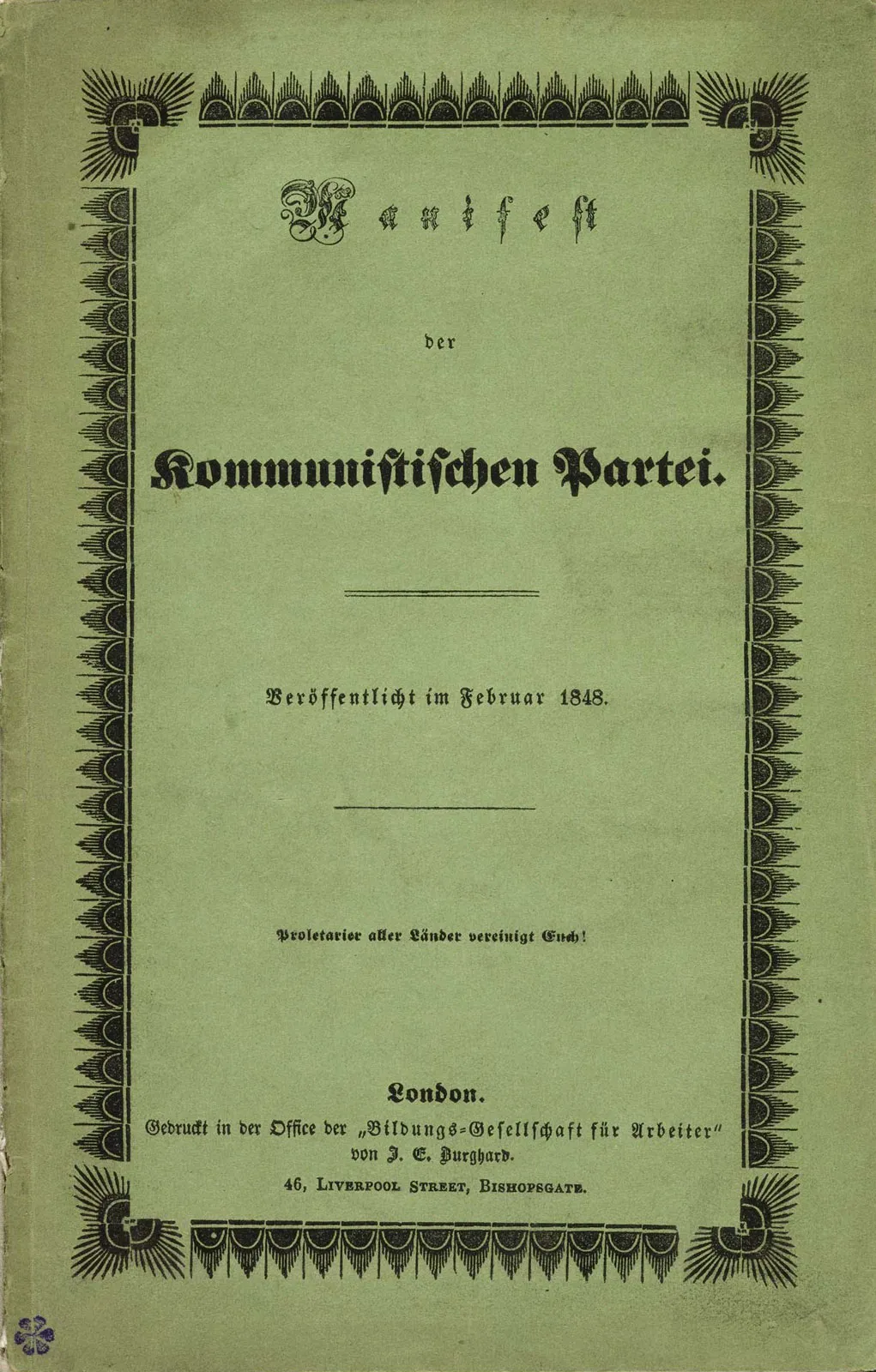
Zum Vergleich: Titelseite des Kommunistischen Manifests (Februar 1848)

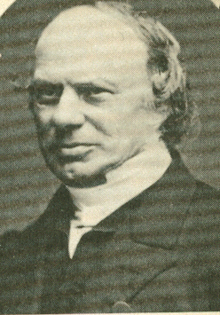
Julius Köbner, Verfasser des Manifests

Das Manifest des freien Urchristenthums an das deutsche Volk (Kurztitel: Manifest des freien Urchristent(h)ums, auch Köbners Manifest) ist eine 1848 erschienene Streitschrift der deutschen Baptisten. Sie richtete sich gegen das Staatskirchentum und forderte Religionsfreiheit – nicht nur für die Anhänger der eigenen Konfession, sondern „für Alle, seien sie Christen, Juden, Muhamedaner oder was sonst“. Autor des Manifests war der baptistische Gründervater Julius Köbner. Herausgegeben wurde die 22 Seiten umfassende Schrift erstmals vom Verlag Johann Gerhard Onckens, dem heutigen Oncken-Verlag.

## Inhalt
Köbner verzichtete bei der Abfassung seines Manifests auf gliedernde Zwischenüberschriften. Markus Wehrstedt geht in seiner Einleitung zu Köbners Manifest von vier Abschnitten aus, in die die Streitschrift grob unterteilt werden kann.
Ohne sie direkt zu erwähnen, begrüßt Julius Köbner im ersten Teil seiner „an das deutsche Volk“ adressierten Schrift die revolutionären Ereignisse des Jahres 1848. Hinter ihnen sieht er das Werk des allmächtigen Gottes, der „die Ketten deiner bürgerlichen Unterjochung zerbrach“. Er unterstreicht dabei besonders die neu gewonnene Meinungs- und Redefreiheit, die es nicht nur ermöglicht, die „politische Wahrheit“ auszusprechen, sondern auch der Verkündigung der „christlichen Wahrheit“ Raum verschafft. Bislang war nur dem „monopolisierten Kirchentum das Wort gestattet“, um zu verbergen, dass „Christentum und Staats-Pfaffentum ebenso verschieden sind wie Christus und Kaiphas“.
Im zweiten Teil erhebt Köbner Anklage gegen die vom Staat privilegierten Kirchen. Folge dieses Privilegs sei Machtmissbrauch, der sich vor allem in Gestalt von inquisitorischen Maßnahmen gegenüber Andersdenkenden äußere. Zahlreiche Belege dafür findet er in der Kirchengeschichte: „Das haben nicht nur die Zeiten der Ketzerverbrennungen, nicht nur die Zeiten der Reformation, das haben auch unsere Tage dargetan [...] Man hat diejenigen deiner Söhne und Töchter, deren Verbrechen es war, mit Verwerfung des Staatspfaffentums allein dem Urchristentum zu huldigen, mit Polizeivögten und Gendarmen in den heiligsten gottgeweihten Augenblicken ihres Lebens überfallen, sie mit Gewalt zerstreut, sie genötigt wie in den Tagen der Hugenottenverfolgungen in Frankreich, in den verborgensten Schlupfwinkeln einsamer Wälder ihren Gottesdienst zu halten, ihnen auf den Landstraßen aufgelauert, [...] man hat sie, getrennt von Weib und Kind, in Gefängnissen schmachten lassen, um sie zu dem Versprechen zu bewegen, dass sie ihre Gottesverehrung aufgeben wollten, doch ohne Erfolg, auch nicht in einem einzigen Falle.“ Seine Kritik richtet sich in diesem Zusammenhang besonders an die protestantische Geistlichkeit.
Im dritten Teil stellt Köbner das Urchristentum dem römischen beziehungsweise protestantischen Staatskirchentum gegenüber und beschreibt es als eine „rein geistige, religiöse Verbindung“, die auf den Gebrauch von Staatsgewalt verzichtet. Zu den Prinzipien der urchristlichen Gemeinde gehört das Dienen, nicht die Ausübung von Herrschaft. Sie achtet die Gleichheit ihrer Mitglieder und gebraucht bei der Entscheidungsfindung und Beschlussfassung die Mittel der Demokratie. Sie soll deshalb nur aus freien und mündigen Mitgliedern bestehen. Aufnahme in die urchristliche Gemeinschaft finden nur solche, die sie aus freier „Herzensüberzeugung“ begehren. Das „freie Urchristenthum“ kann deshalb als „System der reinen gesunden [= erleuchteten] Vernunft“ verstanden werden.

Der vierte Teil beschließt das Manifest mit der Forderung nach „Redlichkeit“ und dem Aufruf, aller „Scheinfrömmigkeit und Heuchelei“, der ein Staatskirchentum Vorschub leistet, ein Ende zu setzen. Jeder soll im neuen demokratischen Deutschland seine Ansichten und religiösen Überzeugungen frei äußern dürfen: 

„Es sei ebenso bürgerlich ehrenvoll, Antichrist, Humanist oder wie man sich sonst nennen will, zu sein als Christ; damit Niemand verleitet werde einen falschen Namen zu tragen. Gelobt sei Gott, daß die bürgerliche Emancipation und völlige Gleichstellung aller Religionen herbeigekommen ist.“

## Hintergrund
Die im Manifest angesprochenen politischen Umwälzungen standen im Zusammenhang der sogenannten Märzrevolution 1848, die vor allem von liberalen Kräften getragen wurde und neben der Einigung der deutschen Fürstentümer vor allem demokratische Reformen und die Durchsetzung bürgerlicher Freiheitsrechte zum Ziel hatte. Für Köbner war diese revolutionäre Bewegung ein „wunderbares Erdbeben, welches vom Westen bis zu Osten, vom Süden bis zum Norden dem festen Schlosse der Fürstenmacht den Einsturz drohte [...]“. Dieses Erdbeben – so Köbner – „ergriff auch das Gebäude der Priestermacht [...]. Seit fünfzehn Jahrhunderten standen beide Mächte zusammen [...]; selbst die Reformation trennte sie nicht, sondern verband sie nur noch inniger miteinander. Da ertönt 1848 allenthalben der Ruf: Religionsfreiheit!, Trennung der Kirche vom Staate! [...]“. Die 1848er Revolution und die aus seiner Sicht mit ihr beginnende Auflösung der Ehe von Thron und Altar versteht Köbner als „das Gericht des Herrn, des großen Gottes“. Schon vorher hatte er in einer baptistischen Zeitschrift die Aufhebung der Pressezensur, der „Unterdrückerin göttlicher und menschlicher Rechte“, freudig begrüßt. Auch darin sah er ein Eingreifen Gottes: „Ihm, der alles zu machen weiß, sei Dank und Preis für die Freiheit des Wortes!“
Als Köbner sein Manifest im Revolutionsjahr 1848 veröffentlichte, war die deutsche baptistische Bewegung knapp 15 Jahre alt. In dieser relativ kurzen Zeitspanne waren in den verschiedenen deutschen Ländern 25 Gemeinden und zahlreiche Missionsstationen gegründet worden. Diese Ausbreitung geschah jedoch nicht ohne Widerstand der staatlichen und staatskirchlichen Behörden. Versammlungen der Baptisten wurden polizeilich aufgelöst, über die Prediger und Missionare Geld- und Gefängnisstrafen verhängt, Eheschließungen verweigert und die Kinder baptistischer Familien zwangsgetauft. „Das Verhältnis zu Staat und Obrigkeit“ – so der Theologe Thorwald Lorenzen – „ist bei Baptisten von leidvollen Erfahrungen geprägt. [...] ihre Praxis von Glauben als Nachfolge, Kirche als Lebensgemeinschaft und Glaubenstaufe haben Anstoß und Widerstand ausgelöst.“
Wesentlicher jedoch als diese leidvollen Erfahrungen, die vor den Baptisten auch die Mennoniten, Täufer und andere freikirchlich orientierten Gemeinschaften machten, war für Köbner die Forderung nach Trennung von Kirche und Staat, die er aus dem Neuen Testament ableitete und die von Anfang an zu den Grundüberzeugungen der Baptisten gehörte. Sowohl der baptistische Gründervater Thomas Helwys (1550–1616) als auch Roger Williams (1603–1683), der Vater des amerikanischen Baptismus, waren Vorkämpfer der Religionsfreiheit und frühe Vertreter der Trennung von Staat und Kirche.

## Geschichte und Rezeption (Auswahl)
Julius Köbner übersandte sein Manifest auch an die in Frankfurt tagende Nationalversammlung. Unter dem Datum „1. bis 4. September [1848]“ protokollierte der Stenographische Bericht über die Verhandlungen der deutschen constituirenden Nationalversammlung unter anderem den Eingang seiner Petition, adressiert an den „Verfassungs-Ausschuss“ der Nationalversammlung. Dort heißt es unter der Nummer 5 (2913): „Eine Anzahl Exemplare des Urchristenthums an das deutsche Volk, von Julius Köbner, Prediger an der Baptistengemeinde in Hamburg [...]“. Ob diese Eingabe Gegenstand von Verhandlungen war, geht aus dem Stenographischen Bericht nicht hervor.
Köbners Manifest wurde alsbald nach seinem Erscheinen durch die staatliche Zensur verboten. Erst 79 Jahre nach der Erstveröffentlichung erfährt das Manifest des freien Urchristenthums eine kommentierte Neuauflage. Es findet sich in dem 1927 durch den Bund der Freunde christlicher Bücher e. V. herausgegebenen Sammelband Um die Gemeinde. Ausgewählte Schriften von Julius Köbner. Für die Auswahl der Schriften und damit auch für die Aufnahme des Manifests zeichnete Hermann Gieselbusch verantwortlich. Der von Gieselbusch eingestellte Text ist allerdings gekürzt. Er strich die von Köbner verwendeten Bibelzitate, einen Verweis auf das baptistische Glaubensbekenntnis von 1847 sowie drei Sätze, „die einen unnötigen Ausfall gegen die Bezahlung von [kirchlichen] Amtshandlungen enthalten.“
1989 wies Erich Geldbach in seiner Schrift Freikirchen – Erbe, Gestalt und Wirkung auf Köbners Manifest und seine Bedeutung hin. Eine Veröffentlichung im Internet erfolgte 1999 aufgrund einer Initiative von Frank Ley (Dortmund). 2004 fügte der freikirchliche Beauftragte am Sitz der Bundesregierung seinem sogenannten Arbeitsbericht einen Abdruck der Köbner-Streitschrift bei.
2006 erschien anlässlich des 200. Geburtstages von Julius Köbner das von Markus Wehrstedt und Bernd Wittchow herausgegebene Buch: Julius Köbner. Manifest des freien Urchristenthums an das deutsche Volk. Der in diesem Buch veröffentlichte Text des Manifests wurde von Günter Balders anhand des Originals erstellt.